# Archaeothyris
Archaeothyris foi um eupelicossauro, que viveu há 320 milhões de anos, no período Carbonífero Superior. Há uma única espécie descrita para o gênero Archaeothyris florensis. É uma das mais antigas espécies de Synapsida conhecidas atualmente. Seus fósseis foram descobertos na Nova Escócia (nessa região também foram encontrados restos fósseis de Hylonomus e Petrolacosaurus).